# 15 Puppis
15 Puppis (G Puppis) é uma estrela na direção da Puppis. Possui uma ascensão reta de 06h 25m 43.66s e uma declinação de −48° 10′ 36.7″. Sua magnitude aparente é igual a 5.76. Considerando sua distância de 675 anos-luz em relação à Terra, sua magnitude absoluta é igual a −0.82. Pertence à classe espectral B9V.